# Sékou Mara
Sékou Mara (Parigi, 30 luglio 2002) è un calciatore francese, attaccante dello Strasburgo.

## Caratteristiche tecniche
È un centravanti abile nell'attaccare la profondità.

## Carriera

### Club
Nato a Parigi da madre francese e padre senegalese, nel 2011 entra a far parte del settore giovanile del Paris Saint-Germain dove rimane per tre stagioni per poi passare prima all'Boulogne-Billancourt e nel 2017 al Bordeaux. Il 17 agosto 2019 debutta con la squadra riserve in Championnat de France amateur 2 realizzando la rete del definitivo 2-0 contro l'Aviron Bayonnais ed il 30 luglio 2020 firma il suo primo contratto professionistico valido fino al 2023.
Nell'ottobre seguente inizia ad essere aggregato al gruppo della prima squadra, con cui debutta il 10 febbraio 2021 giocando da titolare l'incontro di Coppa di Francia perso 2-0 contro il Tolosa. Poche settimane più tardi esordisce anche in Ligue 1 giocando i minuti finali contro il Metz ed il 2 maggio realizza la sua prima rete fra i professionisti, decidendo la sfida contro il Rennes terminata 1-0.
Il 25 luglio 2022 viene acquistato dal Southampton.

### Nazionale
Ha giocato nelle nazionali giovanili francesi Under-16, Under-17, Under-20 ed Under-21.

## Statistiche

### Presenze e reti nei club
Statistiche aggiornate all'8 dicembre 2024.
| Stagione           | Squadra            | Campionato         | Campionato | Campionato | Coppe nazionali | Coppe nazionali | Coppe nazionali | Coppe continentali | Coppe continentali | Coppe continentali | Altre coppe | Altre coppe | Altre coppe | Totale | Totale | Totale |
| Stagione           | Squadra            | Comp               | Pres       | Reti       | Comp            | Pres            | Reti            | Comp               | Pres               | Reti               | Comp        | Pres        | Reti        | Pres   | Reti   |        |
| ------------------ | ------------------ | ------------------ | ---------- | ---------- | --------------- | --------------- | --------------- | ------------------ | ------------------ | ------------------ | ----------- | ----------- | ----------- | ------ | ------ | ------ |
| 2019-2020          | Bordeaux 2         | N3                 | 11         | 5          | -               | -               | -               | -                  | -                  | -                  | -           | -           | -           | 11     | 5      |        |
| 2020-2021          | Bordeaux 2         | N3                 | 3          | 0          | -               | -               | -               | -                  | -                  | -                  | -           | -           | -           | 3      | 0      |        |
| Totale Bordeaux 2  | Totale Bordeaux 2  | Totale Bordeaux 2  | 14         | 5          |                 | -               | -               |                    | -                  | -                  |             | -           | -           | 14     | 5      |        |
| 2020-2021          | Bordeaux           | L1                 | 8          | 1          | CF              | 1               | 0               | -                  | -                  | -                  | -           | -           | -           | 9      | 1      |        |
| 2021-2022          | Bordeaux           | L1                 | 26         | 6          | CF              | 1               | 0               | -                  | -                  | -                  | -           | -           | -           | 27     | 6      |        |
| Totale Bordeaux    | Totale Bordeaux    | Totale Bordeaux    | 34         | 7          |                 | 2               | 0               |                    | -                  | -                  |             | -           | -           | 36     | 7      |        |
| 2022-2023          | Southampton        | PL                 | 22         | 1          | FACup+CdL       | 3+5             | 0+1             | -                  | -                  | -                  | -           | -           | -           | 30     | 2      |        |
| 2023-2024          | Southampton        | FLC                | 28+1       | 3          | FACup+CdL       | 4+1             | 3+0             | -                  | -                  | -                  | -           | -           | -           | 34     | 6      |        |
| Totale Southampton | Totale Southampton | Totale Southampton | 50+1       | 4          |                 | 13              | 4               |                    | -                  | -                  |             | -           | -           | 64     | 8      |        |
| 2024-2025          | Strasburgo 2       | N3                 | 1          | 0          | -               | -               | -               | -                  | -                  | -                  | -           | -           | -           | 1      | 0      |        |
| 2024-2025          | Strasburgo         | L1                 | 13         | 1          | CF              | -               | -               | -                  | -                  | -                  | -           | -           | -           | 13     | 1      |        |
| Totale carriera    | Totale carriera    | Totale carriera    | 112+1      | 17         |                 | 15              | 4               |                    | -                  | -                  |             | -           | -           | 128    | 21     |        |

## Palmarès

### Nazionale
- Torneo di Tolone: 1

2022